# Gazala
Gazala ou Ain el-Gazala (en arabe : عين الغزالة) est un village situé près de la côte libyenne dans la partie nord du pays, en Cyrénaïque. Il est situé à environ 60 km à Tobrouk. Gazala a peu d'importance dans la région en raison d'une faible dotation en ressources énergétiques et de la négligence du gouvernement sous l'ère Kadhafi.

## Histoire

### Époque coloniale italienne
Dans des années 1930, pendant l'occupation italienne de la Libye, le village a été le site d'un camp de concentration des populations, où les hommes de la résistance de Omar Al-Mokhtar de la confrérie des Senussi ont été internés.

### Seconde guerre mondiale
Gazala est toutefois plus connue pour être le théâtre d'une bataille mémorable de la Seconde Guerre mondiale, lorsque les forces de l'Axe (dirigées par Erwin Rommel) et les forces alliées (dirigées par Neil Ritchie) se sont affrontées pour le contrôle de cette localité en mai-juin 1942, la victoire revenant aux Allemands.

### Première guerre civile libyenne 2011
Dans le cadre du soulèvement populaire libyen en février 2011, Gazala est l'une des premières villes de Cyrénaïque avec Tobrouk et Benghazi à tomber dans les mains du Conseil national de transition (CNT).